# Anna Lebedewa
Anna Petrowna Lebedewa (kasachisch-kyrillisch Анна Петровна Лебедева; * 26. Dezember 1981 in Alekseevka Aqköl, Gebiet Aqmola, Kasachische SSR) ist eine kasachische Biathletin.
Lebedewa startete 2003 in Ridnaun erstmals in einem Europacuprennen. Zur Mitte der Saison gab sie nach einigen Rennen im Europacup in Pokljuka ihr Debüt im Biathlon-Weltcup. Im Sprintrennen kam sie auf einen 58. Platz. Saisonhöhepunkt wurden die Biathlon-Weltmeisterschaften 2004 in Oberhof. Hier wurde sie unter anderem 64. im Einzel. Bei den folgenden Weltmeisterschaften in Hochfilzen wurde Lebedewa schon 39. im Einzel. Ihre beste Weltcupsaison lief sie 2005/06: Viermal konnte sie in die Punkteränge laufen. Bestes Ergebnis war ein 21. Platz in der Verfolgung von Osrblie. Am Ende der Saison belegte sie den 58. Platz in der Gesamtwertung. Höhepunkt der Saison waren die Olympischen Winterspiele von Turin. Lebedewa trat auf drei Strecken an. Im Einzel wurde sie 49., im Sprint 52. und in der Verfolgung wurde sie wie weitere 13 Starterinnen aus dem Rennen genommen, nachdem die Siegerin des Rennens, Kati Wilhelm, sie überrundet hatte. Im Januar 2009 gewann sie den Titel in der Verfolgung bei den nationalen Meisterschaften und wurde Dritte im Sprint. Auch 2010 nahm sie an den Winterspielen teil: Im Sprint wurde sie 52., verbesserte sich auf Platz 44 in der Verfolgung und hatte mit Platz 38 im 15 km Einzel ihr bestes Ergebnis in einem Individualwettbewerb. Mit der kasachischen Staffel in der Besetzung Chrustaljowa, Lebedewa, Filimonowa, und ihrer Schwester Marina Lebedewa schloss sie auf Rang 14 ab.
Anna arbeitet derzeit als Kinder-Langlauftrainerin in ihrer Heimatstadt.

## Biathlon-Weltcup-Platzierungen
Die Tabelle zeigt alle Platzierungen (je nach Austragungsjahr einschließlich Olympische Spiele und Weltmeisterschaften).
- 1.–3. Platz: Anzahl der Podiumsplatzierungen
- Top 10: Anzahl der Platzierungen unter den ersten zehn (einschließlich Podium)
- Punkteränge: Anzahl der Platzierungen innerhalb der Punkteränge (einschließlich Podium und Top 10)
- Starts: Anzahl gelaufener Rennen in der jeweiligen Disziplin
- Staffel: inklusive Mixed- und Single-Mixed-Staffeln

| Platzierung             | Einzel | Sprint | Verfolgung | Massenstart | Staffel | Gesamt |
| ----------------------- | ------ | ------ | ---------- | ----------- | ------- | ------ |
| 1. Platz                |        |        |            |             |         |        |
| 2. Platz                |        |        |            |             |         |        |
| 3. Platz                |        |        |            |             |         |        |
| Top 10                  |        |        |            |             | 3       | 3      |
| Punkteränge             | 1      | 4      | 4          |             | 24      | 33     |
| Starts                  | 21     | 49     | 17         |             | 24      | 111    |
| Stand: 28. Februar 2015 |        |        |            |             |         |        |